# Cormocephalus guildingii
Cormocephalus guildingii är en mångfotingart som beskrevs av Newport 1845. Cormocephalus guildingii ingår i släktet Cormocephalus och familjen Scolopendridae. Inga underarter finns listade i Catalogue of Life.